# Ernesto H. Celesia
Ernesto Hipólito Celesia (Buenos Aires, 13 de agosto de 1876 - Ibídem, 15 de mayo de 1957) fue un abogado, historiador y político argentino.
Abogado y doctor en Jurisprudencia, egresó de la Universidad de Buenos Aires en 1899.
En el radicalismo de la ciudad de Buenos Aires ocupó diversos cargos. En 1909 fue secretario de la Convención Nacional. Integró, en 1912, la primera bancada de diputados nacionales de la UCR, su mandato finalizó en 1914. Entre 1917 y 1923 fue Presidente del Consejo Escolar II, de Buenos Aires.
En 1919 el presidente Hipólito Yrigoyen lo designó interventor federal en la provincia de San Luis. Al año siguiente es nuevamente elegido Diputado Nacional. Renunció a su banca el 3 de octubre de 1923 para asumir la presidencia del Consejo Nacional de Educación, que le confió el presidente Marcelo Torcuato de Alvear y que desempeñó hasta 1925, durante esta época atenuó el proceso de la reforma universitaria, cuando intervino las Universidades de La Plata y del Litoral, además de sancionar un estatuto antirreformista para la Universidad de Buenos Aires.
En 1954 se edita el primer tomo de "Rosas, Aportes para su Historia", ensayo sobre Juan Manuel de Rosas. Tras el golpe de Estado de 1955 su casa fue allanada y se ordenó la prohibición quema de sus libros por "exaltar la figura de Rosas", siendo excluido de cualquier tipo acto público. Falleció en 1957. Estaba casado con María Teresa Ramognino, con quien había tenido siete hijos (María Teresa, Albertina, Ernesto, Eduardo, Ángela, Alberto y Carlos).

## Obra literaria
- Constitución de la República del Tucumán; año 1820 (1930) J. Suárez, Buenos Aires.
- Federalismo Argentino, Volúmenes I, II y III (1932) Librería Cervantes. Buenos Aires. Editado en 1923
- Rosas. Aportes para su historia, Volumen I. (1954) Ediciones Peuser, Buenos Aires. Reeditado en 1968 por Editorial Goncourt, Buenos Aires.
- Rosas. Aportes para su historia, Volumen II. (1968) Editorial Goncourt, Buenos Aires.